# Michal Hromádko
Michal Hromádko (* 11. September 1992) ist ein tschechischer Grasskiläufer. Er startet seit 2008 im Weltcup.

## Karriere
Michal Hromádko nahm im Juni 2008 in Traisen erstmals an FIS-Rennen teil, kam aber in beiden Wettbewerben nur als Letzter ins Ziel. Auch bei seinem ersten und in der Saison 2008 einzigen Weltcupstart im Slalom von Čenkovice am 6. Juli wurde er nur 21. und Letzter, trotzdem erreichte er in diesem Jahr mit Rang 53 seine bisher beste Platzierung im Gesamtweltcup. In der Saison 2009 nahm er wieder an den beiden Weltcuprennen in Čenkovice teil. Diesmal erreichte er Platz 20 im ersten Slalom, aber im zweiten wurde er disqualifiziert. Er nahm auch an der Juniorenweltmeisterschaft 2009 in Horní Lhota u Ostravy teil, wo er in allen vier Wettbewerben nur unter die letzten drei kam. Sein bestes Resultat war der 20. Platz im Riesenslalom. Auch in der Saison 2010 startete Hromádko nur in den beiden Weltcuprennen von Čenkovice. In diesem Jahr erzielte er Platz 20 im Riesenslalom, wurde im Slalom aber disqualifiziert. Zudem nahm er in Forni di Sopra an drei FIS-Rennen teil, in denen er jeweils Platz 28 belegte.
In der Saison 2011 nahm Hromadka neben FIS-Rennen nur am Weltcupslalom in Předklášteří teil. Dieses Rennen beendete er an 15. Position, doch er blieb in diesem Jahr offiziell ohne Weltcuppunkte, da der Internationale Skiverband (FIS) diese Weltcuppunkte seinem Namensvetter Adam Hromádko anrechnet. In der Saison 2012 nahm er an keinen Wettkämpfen teil.
Im Winter startete Hromádko auch bei regionalen Wettkämpfen im Alpinen Skisport.

## Erfolge

### Juniorenweltmeisterschaften
- Horní Lhota u Ostravy 2009: 20. Riesenslalom, 29. Slalom, 30. Super-Kombination, 35. Super-G

### Weltcup
- Drei Platzierungen unter den besten 20